# Vivo X La 25
Vivo X La 25 es el tercer álbum en vivo y el segundo álbum de CD+DVD de la banda de rock argentina La 25. Mucho de eso puede percibirse en Vivo x La 25 álbum doble y DVD grabado en el Estadio Malvinas Argentinas, en el que el público cobra un rol protagónico. A medida que las canciones avanzan, los seguidores del grupo corean hasta los riffs de guitarras ("Quiero 25"), mientras Junior, con su voz pedregosa, se encarga de rubricar el manifiesto del grupo en "Cómo me gusta": "Me gusta el rock bien cuadrado", dice. Queda pendiente el desafío de moverse de la zona de confort en la que la banda parece haber quedado atrapada. El mismo contó con la dirección de cámaras de Octavio Lovisolo, y con la producción artística de Álvaro Villagra. Este material saldrá a la venta el 20 de mayo. Contiene dos nuevas canciones: "Que Me Quiten lo Bailao" y "Let It Bleed" donde cantan en inglés.

## Lista de canciones
| N.º     | Título                                                                       | Duración |  |
| 1.      | «Intro (Así Habló Zaratustra) (En Vivo)»                                     | 2:11     |  |
| 2.      | «Adicción (En Vivo)» (Mauricio Lescano)                                      | 3:33     |  |
| 3.      | «Quiero 25 (En Vivo)» (Mauricio Lescano - Pablo Poncharelo - Hugo Rodríguez) | 3:20     |  |
| 4.      | «Primavera Light (En Vivo)» (Mauricio Lescano)                               | 3:51     |  |
| 5.      | «Como Me Gusta (En Vivo)» (Mauricio Lescano)                                 | 3:16     |  |
| 6.      | «Dame Más (En Vivo)» (Mauricio Lescano)                                      | 2:42     |  |
| 7.      | «Encerrado Estoy (En Vivo)» (Mauricio Lescano)                               | 3:18     |  |
| 8.      | «Más Caliente Que Eso (En Vivo)» (Marcos Lescano, Mauricio Lescano)          | 3:40     |  |
| 9.      | «Cruz de Sal (En Vivo)» (Mauricio Lescano)                                   | 6:40     |  |
| 10.     | «El Vecindario (En Vivo)» (Mauricio Lescano)                                 | 3:20     |  |
| 11.     | «Calles Sin Nombres (En Vivo)» (Mauricio Lescano)                            | 3:58     |  |
| 12.     | «Barrio Viejo (En Vivo)» (Mauricio Lescano)                                  | 6:07     |  |
| 13.     | «No Pares (En Vivo)» (Mauricio Lescano)                                      | 2:54     |  |
| 14.     | «Hacelo de Nuevo (En Vivo)» (Mauricio Lescano)                               | 2:44     |  |
| 15.     | «Solo Voy (En Vivo)» (Mauricio Lescano)                                      | 4:23     |  |
| 16.     | «Buenos Aires (En Vivo)» (Mauricio Lescano)                                  | 4:37     |  |
| 17.     | «Que Me Quiten lo Bailao (En Vivo)» (Mauricio Lescano - Marcos Lescano)      | 1:54     |  |
| 18.     | «Let It Bleed (En Vivo)» (Mauricio Lescano, Marcos Lescano)                  | 6:24     |  |
| 19.     | «Me Voy a Quedar (En Vivo)» (Mauricio Lescano)                               | 3:23     |  |
| 20.     | «Rock And Roll Hasta El Amanecer (En Vivo)» (Mauricio Lescano)               | 4:07     |  |
| 21.     | «Escombro (En Vivo)» (Mauricio Lescano)                                      | 4:10     |  |
| 22.     | «Mil Canciones (En Vivo)» (Mauricio Lescano)                                 | 5:58     |  |
| 23.     | «25 Horas (En Vivo)» (Mauricio Lescano)                                      | 4:37     |  |
| 24.     | «La Rockera (En Vivo)» (Mauricio Lescano)                                    | 3:38     |  |
| 25.     | «Hasta La Victoria (En Vivo)» (Mauricio Lescano)                             | 7:20     |  |
| 26.     | «Chica del Suburbano (En Vivo)» (Mauricio Lescano)                           | 3:47     |  |
| 1:51:18 |                                                                              |          |  |

## Videos en DVD
- Intro (Así Habló Zaratustra)
- Adicción
- Quiero 25
- Primavera Light
- Como Me Gusta
- Dame Más
- Encerrado Estoy
- Más Caliente Que Eso
- Cruz de Sal
- El Vecindario
- Calles Sin Nombres
- Barrio Viejo
- No Pares
- Hacelo de Nuevo
- Solo Voy
- Buenos Aires
- Que Me Quiten lo Bailao
- Let It Bleed
- Me Voy a Quedar
- Rock And Roll Hasta El Amanecer
- Escombro
- Mil Canciones
- 25 Horas
- La Rockera
- Hasta La Victoria
- Chica del Suburbano

## Músicos
- Mauricio "Junior" Lescano: voz y guitarras
- Marcos Lescano: guitarras y coros
- Hugo Rodríguez: guitarras y coros
- Diego Reinholz: Bajo y coros
- Marcio Gaete: Batería